# Enes Ünal
Enes Ünal (ur. 10 maja 1997 w Bursie) – turecki piłkarz występujący na pozycji napastnika w angielskim klubie Bournemouth, do którego jest wypożyczony z hiszpańskiego Getafe oraz w reprezentacji Turcji. 
Wychowanek Bursasporu, w swojej karierze grał także w takich zespołach jak Manchester City, KRC Genk, NAC Breda oraz FC Twente.